# كأس تونس للكرة الطائرة للرجال 2016–17
كأس تونس للكرة الطائرة للرجال 2016-2017 هو الموسم رقم 61 من كأس تونس للكرة الطائرة للرجال.

فاز بهذا الموسم الترجي الرياضي التونسي.

## روابط خارجية
- الموقع الرسمي للجامعة التونسية للكرة الطائرة.